# 플로라 크로스
플로라 크로스(Flora Cross, 1993년 1월 11일 ~ )는 미국의 배우, 텔레비전 배우, 영화배우이다.
파리에서 태어났다.

## 영화
- 크로린 (2013년)
- 마고 앳 더 웨딩 (2007년)
- 다섯 번째 계절 (2005년) - 엘리자 나우먼 역